# Cheritra ochracea
Cheritra ochracea är en fjärilsart som beskrevs av Druce 1895. Cheritra ochracea ingår i släktet Cheritra och familjen juvelvingar. Inga underarter finns listade i Catalogue of Life.